# (1418) Файета
(1418) Файета (лат. Fayeta) — небольшой астероид внутренней части главного пояса, который принадлежит к светлому спектральному классу S. Он был открыт 22 сентября 1903 года немецким астрономом Паулем Гёцом в обсерватории Хайдельберг и назван в честь французского астронома Гастона-Жюля Файе.